# الصومال الفرنسي خلال الحرب العالمية الثانية

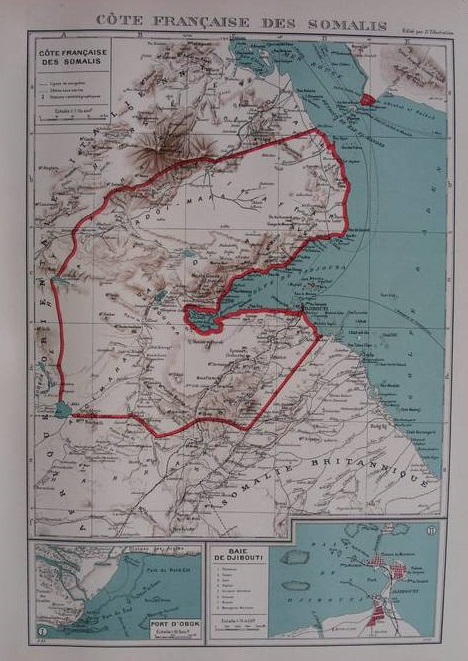

شهدت أرض الصومال الفرنسي (ساحل الصومال الفرنسي بشكل رئيسي) وعاصمتها جيبوتي، مناوشات بسيطة خلال الحرب العالمية الثانية، لا سيما في الفترة الممتدة بين شهري يونيو ويوليو من عام 1940. بعد معركة فرنسا (25 يونيو 1940)، أصبحت المستعمرة لفترة وجيزة في حالة من الجمود إلى أن جرى تنصيب حاكم موالٍ لحكومة فيشي في 25 يوليو. كانت المستعمرة آخر الملكيات الفرنسية في أفريقيا التي حافظت على ولائها لحكومة فيشي، ولم تستسلم لقوات فرنسا الحرة إلا في 26 ديسمبر عام 1942. حكم بيير نويالهيتاس الإقليم طوال فترة حكومة فيشي تقريبًا، وأسس حكمًا إرهابيًا ضد الأوروبيين والمحليين بعد قصف جوي نفذه البريطانيون. استُدعي نويالهيتاس لاحقًا وأجبر على التقاعد. منذ سبتمبر عام 1940، حاصرت قوات الحلفاء المستعمرة، وفر العديد من سكانها إلى أرض الصومال البريطانية المجاورة. بعد استقلال الإقليم، ظهر العديد من الحكام، ولم يبدأ التعافي من آثار الحرمان الذي حصل في الفترة الممتدة بين عامي 1940 و1942 إلا بعد انتهاء الحرب في عام 1945.

## نبذة تاريخية
في الفترة الممتدة بين عامي 1934 و1935، أثر التوتر الإيطالي-الإثيوبي (أزمة الحبشة) على القرن الأفريقي، أثناء عملية إعادة تسلح الرايخ الثالث في أوروبا التي شكلت ثقلًا على الحكومة الفرنسية. تنازلت فرنسا عن عدة أقاليم في سعيها للحصول على الدعم الإيطالي ضد ألمانيا في الحرب، بما في ذلك جزء صغير من إقليم أرض الصومال تنازلت عنه لإريتريا الإيطالية، في الاتفاقية الفرنسية الإيطالية المؤرخة في 7 يناير عام 1935. لم تُصدق إيطاليا قط على هذه الاتفاقية، وبالرغم من إجراء الاستعدادات لنقل الإقليم، لكنه لم ينقل فعليًا قبل اندلاع الحرب في عام 1940.
في عام 1935 اندلعت الحرب الإيطالية الإثيوبية الثانية، وأولت الحكومة الفرنسية مزيدًا من الاهتمام للدفاع عن أرض الصومال الفرنسية. في يناير عام 1938، انتقلت القوات الإيطالية إلى سهل هانلي في الإقليم الفرنسي وعسكرت هناك. ادعت إيطاليا أن هذا الإقليم يقع في الجانب الإثيوبي من الحدود، وفقًا للمعاهدة الفرنسية الإثيوبية لعام 1897. رد وزير الاستعمار الفرنسي جورج ماندل، والقائد العام لجيبوتي باول ليجينتلهوم، على ذلك بتعزيز وسائل الدفاع في المستعمرة إلى مستويات غير مسبوقة، إذ تمركز هناك 15,000 جندي، وأنشئت مراكز في أفامبو وموسى علي وحتى على الجانب الآخر من الإيطاليين، وعُززت أيضًا التحصينات البرية بالخرسانة على نطاق واسع.
في أكتوبر عام 1938، طلبت إيطاليا من فرنسا عقب معاهدة ميونخ تقديم تنازلات، من بينها إقامة ميناء حر في جيبوتي والسيطرة على سكة حديد جيبوتي-أديس أبابا. رفض الفرنسيون هذه المطالب معتبرين أن النوايا الإيطالية الحقيقية تكمن في الاستيلاء التام على المستعمرة. في 30 نوفمبر، بعد الاحتجاجات المناهضة لفرنسا في روما، طالب وزير الخارجية الإيطالي غالياتسو تشانو فرنسا بالتنازل عن أرض الصومال الفرنسية إلى إيطاليا. تحدث أيضًا في مجلس النواب الإيطالي عن «التطلعات الطبيعية للشعب الإيطالي»، وأوحى بهتافات مثل «نيس! كورسيكا! سافوا! تونس! جيبوتي! مالطا!».
في 18 ديسمبر عام 1938، نُظمت مظاهرة مضادة في جيبوتي، تجمع خلالها حشد ضخم في وسط المدينة يلوح بالعلم الفرنسي ويطلق شعارات مؤيدة لفرنسا. في تلك الأثناء بنى الإيطاليون سلسلة من المواقع الصغيرة (أبا، وداغويرو، وغوما، إلخ) داخل الحدود الغربية لأرض الصومال الفرنسية، زاعمين أن الإقليم كان جزءًا من إثيوبيا في أواخر عام 1939. في أبريل عام 1940، زعموا أيضًا أن الفرنسيين بنوا موقعًا في أفامبو أي في إقليم إيطالي بلا جدال، بالرغم من عدم توفر أي سجل يفيد بوجود موقع قبل الموقع الذي بناه الإيطاليون في أكتوبر عام 1940.
في يناير عام 1940، قدم النائب الإيطالي والقائد العام في شرق أفريقيا، الأمير أميديو، دوق أوستا، اقتراحًا إلى روما بغزو «مفاجئ» لأرض الصومال الفرنسية بمشاركة ستة عشر كتيبة آلية وقوة قوامها 6,000 من أفراد قبيلة آزيبو غالا (شعب أورومو) و6,000 من أبناء قبيلة داناكيل (العفر) بالقرب من الحدود. سرعان ما تسربت الخطة وردًا على ذلك استبدل الجنرال غوليلمو ناسي بحاكم هرر المدني إنريكو سيرولي. استمرت «قبيلة داناكيل» في مراقبة الحدود.
في عشية الحرب العالمية، كان فوك دي جونكيغ قائد كتيبة، ومسؤولًا عن جهاز الاستخبارات المحلية، وذراعًا من قسم الدراسات العسكرية (أس إي أم)، وهو مركز المكتب الثاني لهيئة الأركان العامة في مارسيليا. قدم جونكيغ المال والسلاح والمستشارين والدعاية والملاجئ للمقاومة الإثيوبية بعد الغزو الإيطالي لإثيوبيا. قُتل ضابط الاحتياط الفرنسي بي. آر. مونيه بمهمة سرية في إثيوبيا في نوفمبر عام 1939. على الرغم من حقيقة أن أرض الصومال البريطانية تجاور في حدودها الأراضي الفرنسية وكلاهما محاطتان بمستعمرة شرق أفريقيا الإيطالية، لم يجر أي تخطيط عسكري إنجليزي فرنسي مشترك قبل الاجتماع الذي عقد في عدن في يونيو عام 1939. في الفترة الممتدة من 8 إلى 13 يناير من عام 1940، عقد مؤتمر ثان في جيبوتي. تقرر فيه تشكيل «الفيلق الإثيوبي» في السودان الإنجليزي المصري، لكن لن يستخدم دون إعلان إيطاليا للحرب. وافق أيضًا القائد العام البريطاني لشؤون الشرق الأوسط الجنرال أرشيبالد ويفل على تولي القائد العام للقوات المسلحة في جيبوتي باول ليجينتلهوم قيادة القوات العسكرية في كلا الصوماليلاند في حال اندلعت الحرب مع إيطاليا.

## الحرب مع إيطاليا والهدنة

### القتال خلال الفترة الممتدة من 10 إلى 25 يونيو
جاء إعلان إيطاليا الحرب على فرنسا وبريطانيا العظمى في 10 يونيو عام 1940، وفي اليوم التالي 11 يونيو، عُين ليجينتلهوم قائدًا أعلى لجميع قوات الحلفاء فيما يسمى مسرح أرض الصومال. كان لديه في أرض الصومال حامية تتألف من سبع كتائب من المشاة السنغاليين والصوماليين، وثلاث بطاريات من المدافع الميدانية، وأربع بطاريات من المدافع المضادة للطائرات، وسرية من الدبابات الخفيفة، وأربع سريات من الميليشيا والقوات غير النظامية، وفصيلتين من الهجانة، ومجموعة متنوعة من الطائرات.
نظرًا لارتفاع أعداد الحلفاء بما يتراوح بين 40,000 إلى 90,000 على طول حدود أرض الصومال، لم يجر التخطيط للقيام بأي أعمال هجومية، رغم أن ليجينتلهوم تلقى أمرًا في يونيو بالمقاومة «إلى النهاية» (بالفرنسية: jusqu'au bout). كان القصد من ذلك إسقاط الإيطاليين أثناء اتقاد الثورة الأثيوبية. بدأ الإيطاليون القيام ببعض الأعمال الهجومية اعتبارًا من 18 يونيو. في محافظة هرر، هاجم جنود تابعين للجنرال غوليلمو ناسي حصن علي صبيح في الجنوب ودادتو في الشمال. وقعت أيضًا اشتباكات في منطقة داغويرو وحول بحيرتي آبي وآلي. بالقرب من مدينة علي صبيح، حدثت بعض الاشتباكات حول سكة حديد جيبوتي-أديس أبابا. في الأسبوع الأول من الحرب، أرسل الأسطول الملكي الإيطالي غواصتي تورتيشيلي وبيرلا للقيام بدوريات في المياه الإقليمية الفرنسية في خليج تجرة أمام موانئ جيبوتي وتجرة وأبخ. بحلول نهاية يونيو كان الإيطاليون قد احتلوا أيضًا تحصينات حدود مجدول، ودايمولي، وبالامبولتا، وبيرت إيلا، وأسمايلو، وتيو، وأبا، وألايلو، ومادا، وراهالي.
في 17 يونيو قامت بعض طائرات الميريديونالي رو.37بيس الإيطالية برحلات استطلاع لجيبوتي، ورصدت خمس أو ست سفن حربية في الميناء ونحو عشرين طائرة في مطار قريب. في اليوم ذاته أخلى الفرنسيون محطتي دادتو ودومرة النائيتين على الحدود، على الرغم من وجود خلاف في مسألة تعرضهما لهجوم إيطالي. لكن سرعان ما أعاد الفرنسيون احتلالهما. في 21 يونيو، قصفت إحدى عشرة طائرة من طراز كابروني كا. 133أس جيبوتي في أكبر غارة لحرب المستعمرة القصيرة. عملت الأسلحة المضادة للطائرات بكثافة وفشلت طائرتان إيطاليتين في العودة، لكن شوهدت النيران والانفجارات في جيبوتي. خلال الليل، هاجمت عدة كتائب من قاذفات سافويا-ماركيتي إس إم.81 مرافق الميناء. في 22 يونيو، اشتبه الإيطاليون في أن البريطانيين قد يحاولون إنشاء قاعدة أمامية في جيبوتي، وتمركزت خمس طائرات رو.37بيس وأربع طائرات سي أر.42 وطائرة سي أر.32 في دير داوا ومشطت المطار هناك. وصف طيار إيطالي هذا الهجوم في يومياته: «كان دفاع مضادات الطائرات ضعيفًا جدًا...أخذنا جولة أخرى لنرى إذا ما كان لدى أي من المقاتلين الفرنسيين الشجاعة للإقلاع. لا أحد!». قصفت بعض طائرات الاستطلاع الفرنسية بوتيز 25 تي أو إي منشآت إيطالية في ديويلي بدافع الانتقام.